# 襄垣昭泽王庙
襄垣昭泽王庙，位于山西省长治市襄垣县县城南街，上寺南路40号，是中华人民共和国第七批全国重点文物保护单位之一。同县王桥镇郭庄村也有一座昭泽王庙，为金代建筑，公布为第六批全国重点文物保护单位。

## 历史
昭泽王庙又名龙洞庙，始建于唐乾宁元年(894年)，后历经各代增修，其中明嘉靖十年（1531年）修缮正殿，万历二十六年（1598年）完成。万历三十二年（1604年）再修。昭泽王庙曾由粮站占用。

## 建筑
现仅存正殿、献殿。正殿为元代遗构，面阔五间，进深六椽，单檐悬山顶。

## 保护
2004年6月10日，襄垣昭泽王庙公布为第四批山西省文物保护单位。2013年3月5日，襄垣昭泽王庙公布为第七批全国重点文物保护单位，古建筑类，编号7-0810-3-108，年代为元、明。